# Predictable (Good Charlotte)
Predictable is een nummer van de Amerikaanse poppunkband Good Charlotte uit 2004. Het is de eerste single van hun derde studioalbum The Chronicles of Life and Death.
Naast de originele versie, bestaat er ook een Japanse versie van het nummer. "Predictable" was het eerste Good Charlotte-nummer waarop hun nieuwe drummer Chris Wilson te horen was. Het nummer flopte in Amerika, maar werd in Oceanië en sommige Europese landen wel een hit. In Nederland had het nummer met een 14e positie in de Tipparade niet veel succes.
Het nummer werd ook gebruikt in een reclamespot voor het Donkey Kongspel Donkey Konga 2. In deze reclamespot zijn ook bandleden uit Good Charlotte te zien.